# The House of the Dead (серия игр)
The House of the Dead (яп. ザ・ハウス・オブ・ザ・デッド Дза хаусу обу дза дэддо, Дом мёртвых), сокращённо HotD или HOD — серия компьютерных игр в жанре рельсового шутера, издаваемая Sega. На 2024 год было выпущено четыре игры основной серии, несколько спин-оффов, два фильма и один ремейк.

## Игры

### Основная серия
Каждая игра в основной серии является рельсовым шутером. Хронологически события игр происходят в таком порядке: 1 — 2 — 4 (& Special) — III.
- The House of the Dead (1997) / Remake (2022)
- The House of the Dead 2 (1998)
- The House of the Dead III (2002)
- The House of the Dead 4 (2005)

### Спин-оффы
- Zombie Revenge (1999)
- The Typing of the Dead (1999)
- The Pinball of the Dead (2002)
- The Typing of the Dead 2 (2007)
- The House of the Dead 2 & 3 Return (2008)
- The House of the Dead: Overkill (2009)
- Loving Deads: The House of the Dead EX (2009)
- House of the Dead: Scarlet Dawn (2018)

### Прочие
- Sega Superstars (2004)
- Sega Superstars Tennis (2008)
- Sonic & Sega All-Stars Racing (2010)
- Sonic & All-Stars Racing Transformed (2012)

## Фильмы
- «Дом мёртвых» (2003)
- «Дом мёртвых 2» (2005)

## Оценки
| Игра                               | GameRankings               | Metacritic              |
| ---------------------------------- | -------------------------- | ----------------------- |
| The House of the Dead              | 70,54 % (Sat) 63,00 % (PC) |                         |
| The House of the Dead 2            | 76,78 % (DC) 74,00 % (PC)  |                         |
| The Typing of the Dead             | 82,76 % (DC) 70,67 % (PC)  | 83/100 (DC) 75/100 (PC) |
| Zombie Revenge                     | 66,92 % (DC)               | 60/100 (DC)             |
| The House of the Dead III          | 56,50 % (PC) 70,73 % (XB)  | 72/100 (XB)             |
| The Pinball of the Dead            | 78,40 %                    | 79/100                  |
| The House of the Dead 2 & 3 Return | 65,72 %                    | 66/100                  |
| The House of the Dead: Overkill    | 81,09 % 76,76 % (EC)       | 78/100 75/100 (EC)      |